# تاريخ السياسة المحافظة في الولايات المتحدة
لم يكن هناك ما يُعرف بحزب سياسي وطني تحت اسم حزب المحافظين في الولايات المتحدة باستثناء فترة وجيزة في ستينيات وسبعينيات القرن التاسع عشر. تدعم جميع الأحزاب السياسية الأمريكية الرئيسية الجمهوريانية والمُثُل الليبرالية الكلاسيكية الأساسية التي تأسست عليها الدولة في عام 1776، مع التأكيد على الحرية والسعي لتحقيق السعادة وسيادة القانون وموافقة المحكومين ومعارضة الأرستقراطية والخوف من الفساد والحقوق المتساوية. بدت الانقسامات السياسية داخل الولايات المتحدة الأمريكية في الغالب بسيطة أو مبتذلة بالنسبة للأوروبيين، إذ أدى الانقسام بين اليسار واليمين في أوروبا إلى تحركات استقطابية عنيفة، متمثلةً في البداية بالثورة الفرنسية.
لم يدافع أي حزب أمريكي عن المثل الأوروبية «المحافظة» مثل الملكية أو الكنيسة الرسمية أو الأرستقراطية المتوارثة. يُعتبر أفضل وصف للمحافظة الأمريكية هو أنها رد فعل ضد أفكار التقدم الطوباوية. يعبر المؤرخ باتريك أليت عن الفرق بين الليبرالي والمحافظ على أنه الفرق في الموقف وليس في السياسة، على الرغم من عدم شيوع أهداف سياسة مبدأ عدم التدخل الخاص بالمحافظين الأمريكيين على الإطلاق.

## حزب المحافظين؟
لم يكن هناك أي حزب سياسي وطني يُسمى بحزب المحافظين في الولايات المتحدة قط، على عكس بريطانيا العظمى. ومع ذلك، أُنشئ حزب محافظين صغير في ولاية نيويورك (الحزب المحافظ لولاية نيويورك) منذ عام 1962. شكل حزب اليمين السابق أثناء إعادة الإعمار في أواخر ستينيات القرن التاسع عشر «حزبًا محافظًا» في عدة ولايات في الجنوب. وسرعان ما اندمجت هذه الأحزاب المحافظة في الأحزاب الديمقراطية للدولة.

## التأسيس

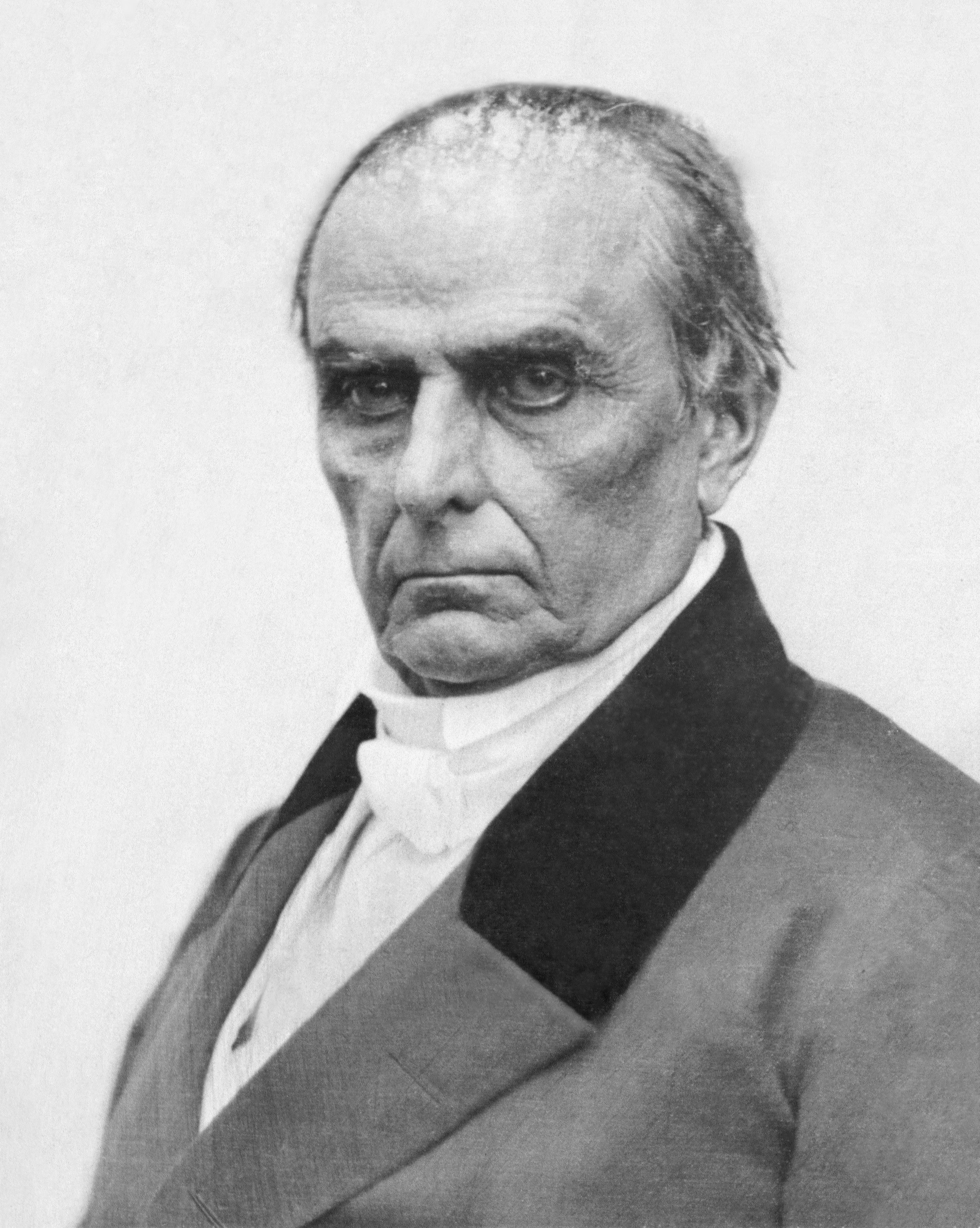
دانيال ويبستر - حوالي عام 1847.

### الحقبة الاستعمارية
امتلكت السياسة المحافظة السائدة في المستعمرات الثلاث عشرة قبل عام 1776 طابعًا مختلفًا تمامًا عن السياسة المحافظة التي ظهرت على أساس المبادئ الثورية. ارتكزت السياسة المحافظة القديمة على نخبة من أصحاب الأراضي وعلى طبقة تجارية حضرية من الموالين خلال الثورة الأمريكية. سيطر المحافظون سيطرةً كاملةً على الحكومات الاستعمارية والمحلية في فرجينيا التي كانت أكبر وأغنى المستعمرات الأمريكية. على المستوى المحلي، تعاملت أبرشيات كنيسة إنجلترا مع العديد من الشؤون المحلية، وسيطرت دائرة مغلقة من ملاك الأراضي الأغنياء الذين شكلوا مجلس الكنيسة على هذه الأبرشيات بدون أن يكون للقس دور في ذلك. يؤكد رونالد ل. هاينمان على المحافظة الأيديولوجية في فرجينيا، بينما يشير إلى وجود منشقين دينيين اكتسبوا القوة بحلول ستينيات القرن التاسع عشر:
التزم مزارعو التبغ والفلاحون في فرجينيا بمفهوم المجتمع الهرمي الذي جلبوه هم أو أسلافهم من إنجلترا. تمسك معظمهم بالفكرة العامة المتمحورة حول سلسلة الوجود العُظمى: في الأعلى كان الله ومضيفه السماوي؛ جاء الملوك بعد ذلك... الذين أقرهم الله للحكم، ثم الأرستقراطية المتوارثة التي اتبعت ترتيبًا تنازليًا بدءًا من الأغنياء ثم صغار المزارعين المستقلين ثم المزارعين المستأجرين ثم الخدم... اعتُبرت تطلعات الفرد للارتقاء بمكانته في الحياة خطيئةً.
لم يكن لدى فرجينيا الاستعمارية عمليًا أسقفًا لتمثيل الله ولا أرستقراطية متوارثة تضم ألقاب مثل «دوق» أو «بارون». ومع ذلك، فقد كان لديها حاكم ملكي عينه التاج البريطاني، بالإضافة إلى طبقة نبلاء من مُلاك الأراضي. عُزز الوضع الراهن للمستعمرة آنذاك بقوة من خلال ما أسماه جيفرسون «الفروق الإقطاعية وغير الطبيعية» التي كانت جوهرية من أجل الحفاظ على الأرستقراطية في فرجينيا. استهدف جيفرسون قوانين مثل الاستتباع (انتقال المُلك إلى الورثة الشرعيين فقط) وحق الابن الأكبر بالوراثة (حق البكورة) الذي يرث من خلاله الابن الأكبر كامل الأرض. جعلت قوانين الاستتباع من ملكية الأرض أبدية: أي لا يستطيع الشخص الذي ورث الأرض بيعها، بل عليه أن يورثها لابنه الأكبر. نتج عن القوانين السابقة اكتساب المزارع الواسعة -التي يعمل المزارعون البيض المُستأجرون والرقيق السود فيها- لحجم وثروة وسلطة سياسية متزايدة في مناطق التبغ الشرقية («مزارع تايدووتر الشرقية»). امتلكت ماريلاند وكارولينا الجنوبية أنظمة هرمية مماثلة، على غرار نيويورك وبنسلفانيا. ألغت الولايات الجديدة جميع هذه القوانين خلال الحقبة الثورية. غادر أشد الموالين المتحمسين إلى كندا أو بريطانيا أو إلى أجزاء أخرى من الإمبراطورية، و(أدخلوا قانون حق البكورة إلى كندا العليا (جنوب أونتاريو) في عام 1792، واستمر العمل به حتى عام 1851. استمر العمل بهذه القوانين في إنجلترا حتى عام 1926).

## الحرب الأهلية الأمريكية

### أبراهام لينكون

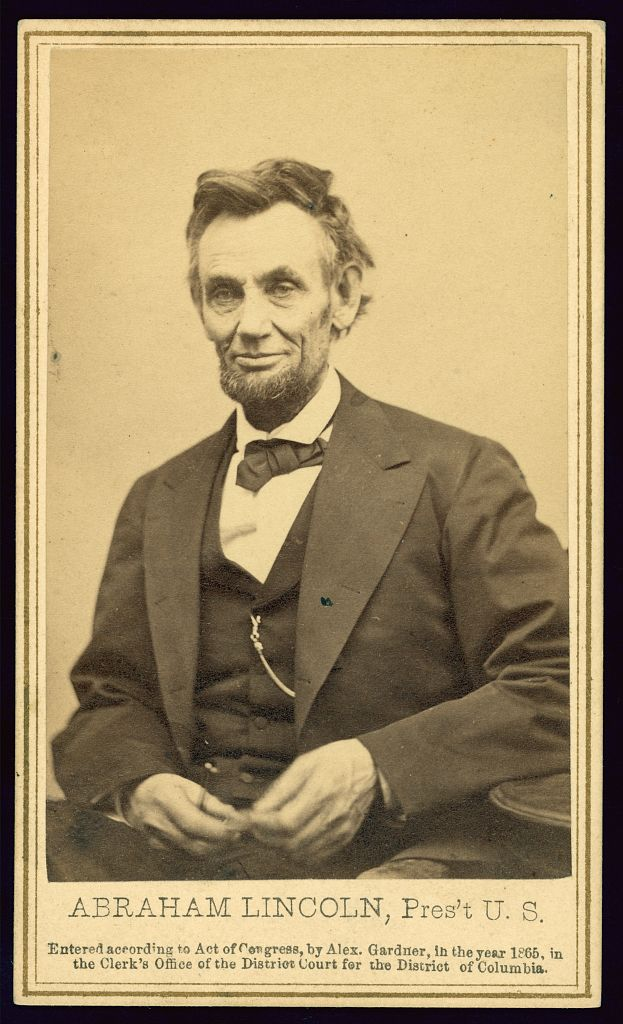
أبراهام لينكون

يُعد أبراهام لينكون أول رئيس انتخبه الحزب الجمهوري المشكل حديثًا، وكان لينكون أيضًا شخصية بارزة في نظر المحافظين الأمريكيين.

يؤكد المؤرخ ديفيد هاكيت فيشر على آراء لينكون المحافظة. في خمسينيات القرن التاسع عشر «كان لينكون محامي شركات ناجحًا وعضوًا في حزب اليمين المحافظ لسنوات عديدة». روج لينكون للمصالح التجارية، وخاصة المتعلقة بالبنوك والقنوات والسكك الحديدية والمصانع. ناشد لينكون المحافظين بشكل صريح قبل اندلاع الحرب الأهلية الأمريكية. أوضح لينكون ما يقصده بالمحافظة في عام 1859 من حيث الولاء لنية الآباء المؤسسين الأصلية:
«إن الهدف الرئيسي والحقيقي للحزب الجمهوري هو هدف محافظ بالدرجة الأولى. لا يقترح هذا الهدف أي شيء سوى إعادة هذه الحكومة إلى مسارها السابق فيما يتعلق بعنصر العبودية هذا، ولذلك الحفاظ عليه، ولا يبحث هذا الهدف عن أي تغيير إضافي في الإشارة إليه سوى ما توقعه مؤسسو الحكومة الأصلية أنفسهم وتطلعوا إليه».
شرح لينكون موقفه في خطاب كوبر يونيون الشهير أمام النخب الجمهورية في نيويورك في 27 فبراير من عام 1860. جادل بأن الآباء المؤسسين توقعوا أن تختفي العبودية بشكل طبيعي، لا أن تنتشر. كانت وجهة نظره أن الآباء المؤسسين كانوا مناهضين للعبودية وفكرة جودة العبودية كانت محض ابتكار راديكالي ينتهك المثل الأمريكية. عزز هذا الخطاب قاعدة لينكون الشعبية في الحزب الجمهوري وساعد في ضمان ترشيحه.
تزعم لينكون خلال الحرب الأهلية الأمريكية الجمهوريين المعتدلين ممن حاربوا الجمهوريين الراديكاليين في قضايا التعامل مع العبودية وإعادة دمج الجنوب في الأمة. أجرى لينكون تحالفًا أقوى، متعاونًا فيه مع الجمهوريين المحافظين والمعتدلين وديمقراطيي الحرب، ضد الراديكاليين الذين أرادوا حرمانه من إعادة ترشحه في عام 1864. خطط لينكون لإعادة دمج الجنوب الأبيض في الاتحاد في أقرب وقت ممكن مع انتهاء الحرب من خلال عرض شروط سلام سخية، «لا حقد تجاه أي شخص، بل المحبة تجاه الجميع». ولكن حصل الراديكاليون على اليد العليا بعد اغتيال لينكون، وفرضوا شروطًا أكثر صرامة بكثير مما تمناه.
يُعتبر جيمس راندال واحدًا من بين العديد ممن يعتبرون شغل لينكون لمناصب ليبرالية كلاسيكية في القرن التاسع عشر أمرًا مناسبًا، بينما يؤكد في الوقت نفسه على تسامح لينكون وسياسته المحافظة «في تفضيله للتقدم المنظم، وعدم ثقته في التحريض الخطير، وتردده في مخططات الإصلاح سيئة التقدير». وخلص راندال إلى أن لينكون «كان محافظًا في تجنبه التام لهذا النوع مما يسمى بـ [الراديكالية] التي تنطوي على إساءة معاملة الجنوب، وكراهية الرقيق، والتعطش للانتقام، والتآمر الحزبي، والمطالب الجشعة المتعلقة بتحويل الغرباء للمؤسسات الجنوبية بين عشية وضحاها». يجادل ديفيد غرينستون بأن فكر لينكون كان قائمًا على الليبرالية الإصلاحية، ولكنه يشير إلى وجود جانب محافظ للغاية في نظامه الاتحادي وسياساته اليمينية.
يمتلك بعض المؤرخين الليبراليين وجهات نظر بديلة. وفقًا لسترينر «... من العبث محاولة تصنيف لينكون كمحافظ واضح أو ليبرالي، كما حاول بعض المؤرخين. فقد كان لينكون كلاهما، وولدت سياساته تقليدًا طويل الأمد من الوسطية...».